# Чемпионат Европы по лёгкой атлетике в помещении 1972
3-й чемпионат Европы по лёгкой атлетике в помещении проходил с 11 по 12 марта 1972 года во Дворце спорта во французском Гренобле.
Беговые дистанции турнира проводились на дорожке длиной 180 метров. Спринтеры соревновались на нестандартных дистанциях 50 метров и 50 метров с барьерами. В соревнованиях приняли участие 263 атлета из 23 стран Европы. Было разыграно 23 комплекта медалей (13 у мужчин и 10 у женщин).

## Медалисты
Сокращения: WB — высшее мировое достижение | ER — рекорд Европы | NR — национальный рекорд | CR — рекорд чемпионата

### Мужчины
| Дисциплина                               | Золото                                                                       | Золото        | Серебро                                                                         | Серебро   | Бронза                                                                                 | Бронза  |
| ---------------------------------------- | ---------------------------------------------------------------------------- | ------------- | ------------------------------------------------------------------------------- | --------- | -------------------------------------------------------------------------------------- | ------- |
| 50 м подробности                         | Валерий Борзов СССР                                                          | 5,75 WB CR    | Александр Корнелюк СССР                                                         | 5,81      | Василис Папагеоргопулос Греция                                                         | 5,82    |
| 400 м подробности                        | Георг Нюклес ФРГ                                                             | 47,24         | Ульрих Райх ФРГ                                                                 | 47,42     | Вольфганг Мюллер ГДР                                                                   | 47,42   |
| 800 м подробности                        | Йозеф Плахий Чехословакия                                                    | 1.48,84 NR    | Иван Иванов СССР                                                                | 1.49,05   | Франсис Гонсалес Франция                                                               | 1.49,17 |
| 1500 м подробности                       | Жаки Боксбергер Франция                                                      | 3.45,66       | Спилиос Захаропулос Греция                                                      | 3.46,08   | Юрген Май ФРГ                                                                          | 3.46,42 |
| 3000 м подробности                       | Юрис Грустыньш СССР                                                          | 8.02,85       | Юрий Алексашин СССР                                                             | 8.03,20   | Ульрих Брюггер ФРГ                                                                     | 8.05,07 |
| Эстафета 4×360 м (4×2 круга) подробности | Польша · Ян Вернер · Вальдемар Корыцкий · Ян Баляховский · Анджей Баденьский | 2.46,4        | ФРГ Петер Бернройтер Рольф Крюзман Георг Нюклес Ульрих Райх                     | 2.46,9    | Франция · Патрик Сальвадор · Андре Паоли · Мишель Даш · Жиль Бертуль                   | 2.50,2  |
| Эстафета 4×720 м (4×4 круга) подробности | ФРГ Томас Вессингхаге Харальд Норпот Пауль-Хайнц Велльман Франц-Йозеф Кемпер | 6.26,4        | СССР · Алексей Таранов · Валентин Таратынов · Иван Иванов · Станислав Мещерских | 6.27,0    | Польша · Зенон Шордыковский · Кшиштоф Линковский · Станислав Васькевич · Анджей Купчик | 6.27,6  |
| 50 м с барьерами подробности             | Ги Дрю Франция                                                               | 6,51 WB CR    | Манфред Шуман ФРГ                                                               | 6,58 NR   | Анатолий Мошиашвили СССР                                                               | 6,59 NR |
| Прыжок в высоту подробности              | Иштван Майор Венгрия                                                         | 2,24 м CR     | Кестутис Шапка СССР                                                             | 2,22 м    | Юри Тармак СССР                                                                        | 2,22 м  |
| Прыжок с шестом подробности              | Вольфганг Нордвиг ГДР                                                        | 5,40 м NR CR  | Ханс Лагерквист Швеция                                                          | 5,40 м CR | Антти Каллиомяки Финляндия                                                             | 5,30 м  |
| Прыжок в длину подробности               | Макс Клаус ГДР                                                               | 8,02 м        | Ханс Баумгартнер ФРГ                                                            | 7,99 м    | Ярослав Брож Чехословакия                                                              | 7,88 м  |
| Тройной прыжок подробности               | Виктор Санеев СССР                                                           | 16,97 м WB CR | Карол Корбу Румыния                                                             | 16,89 м   | Валентин Шевченко СССР                                                                 | 16,73 м |
| Толкание ядра подробности                | Хартмут Бризеник ГДР                                                         | 20,67 м ER CR | Владислав Комар Польша                                                          | 20,32 м   | Ярослав Брабец Чехословакия                                                            | 19,94 м |

### Женщины
| Дисциплина                               | Золото                                                                     | Золото        | Серебро                                                                              | Серебро    | Бронза                                                                       | Бронза  |
| ---------------------------------------- | -------------------------------------------------------------------------- | ------------- | ------------------------------------------------------------------------------------ | ---------- | ---------------------------------------------------------------------------- | ------- |
| 50 м подробности                         | Ренате Штехер ГДР                                                          | 6,25 WB CR    | Аннегрет Рихтер ФРГ                                                                  | 6,28 NR    | Сильвиан Теллье Франция                                                      | 6,31 NR |
| 400 м подробности                        | Кристель Фрезе ФРГ                                                         | 53,36         | Инге Бёддинг ФРГ                                                                     | 54,60      | Эрика Вайнштайн ФРГ                                                          | 54,73   |
| 800 м подробности                        | Гунхильд Хоффмайстер ГДР                                                   | 2.04,83 NR CR | Иляна Силай Румыния                                                                  | 2.05,17 NR | Светла Златева Болгария                                                      | 2.05,50 |
| 1500 м подробности                       | Тамара Пангелова СССР                                                      | 4.14,62 WB CR | Людмила Брагина СССР                                                                 | 4.18,35    | Василена Амзина Болгария                                                     | 4.18,84 |
| Эстафета 4×180 м (4×1 круг) подробности  | ФРГ Эльфгард Шиттенхельм Кристин Таккенберг Аннегрет Кронигер Рита Вильден | 1.24,1        | Франция · Мишель Бёнье · Кристиан Марле · Клодин Мер · Николь Пани                   | 1.27,6     | Австрия · Криста Кепплингер · Мария Сикора · Кармен Мер · Моника Хольцшустер | 1.29,5  |
| Эстафета 4×360 м (4×2 круга) подробности | ФРГ Рита Вильден Эрика Вайнштайн Кристель Фрезе Инге Бёддинг               | 3.10,4        | СССР · Наталья Чистякова · Людмила Аксёнова · Любовь Завьялова · Надежда Колесникова | 3.11,2     | Франция · Мадлен Томас · Бернадетт Мартен · Николь Дюклос · Колетт Бессон    | 3.11,3  |
| 50 м с барьерами подробности             | Аннели Эрхардт ГДР                                                         | 6,85 WB CR    | Тереза Сукневич Польша                                                               | 6,94 NR    | Гражина Рабштын Польша                                                       | 7,05    |
| Прыжок в высоту подробности              | Рита Шмидт ГДР                                                             | 1,90 м WB CR  | Рита Гильдемайстер ГДР                                                               | 1,84 м     | Йорданка Благоева Болгария                                                   | 1,84 м  |
| Прыжок в длину подробности               | Бригитте Рёзен ФРГ                                                         | 6,58 м        | Мета Антенен Швейцария                                                               | 6,42 м NR  | Ярмила Ныгрынова Чехословакия                                                | 6,39 м  |
| Толкание ядра подробности                | Надежда Чижова СССР                                                        | 19,41 м       | Антонина Иванова СССР                                                                | 18,54 м    | Марианне Адам ГДР                                                            | 18,30 м |

## Медальный зачёт
Медали в 23 дисциплинах лёгкой атлетики завоевали представители 14 стран-участниц.
 Принимающая страна
| Место | Страна       | Золото | Серебро | Бронза | Всего |
| ----- | ------------ | ------ | ------- | ------ | ----- |
| 1     | ГДР          | 7      | 1       | 2      | 10    |
| 2     | ФРГ          | 6      | 6       | 3      | 15    |
| 3     | СССР         | 5      | 8       | 3      | 16    |
| 4     | Франция      | 2      | 1       | 4      | 7     |
| 5     | Польша       | 1      | 2       | 2      | 5     |
| 6     | Чехословакия | 1      | 0       | 3      | 4     |
| 7     | Венгрия      | 1      | 0       | 0      | 1     |
| 8     | Румыния      | 0      | 2       | 0      | 2     |
| 9     | Греция       | 0      | 1       | 1      | 2     |
| 10    | Швейцария    | 0      | 1       | 0      | 1     |
| 10    | Швеция       | 0      | 1       | 0      | 1     |
| 12    | Болгария     | 0      | 0       | 3      | 3     |
| 13    | Австрия      | 0      | 0       | 1      | 1     |
| 13    | Финляндия    | 0      | 0       | 1      | 1     |
| Всего | Всего        | 23     | 23      | 23     | 69    |